# عبد المجيد سباطة
عبد المجيد سباطة (مواليد 20 مايو 1989) هو كاتب وروائي ومترجم ومدون مغربي. نشر عدة مقالات وتقارير في عدد من الصحف والمنابر الإعلامية العربية، كما صدرت له ثلاث روايات، وترجم عددًا من الأعمال الأدبية العالمية إلى اللغة العربية.

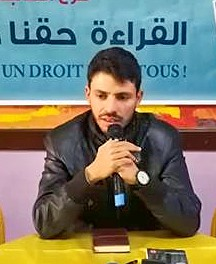
عبد المجيد سباطة في لقاء بثانوية تاوجطات الجديدة التأهيلية

## مسيرته
من مواليد العاصمة المغربية الرباط سنة 1989، حاصل على شهادة الماستر في الهندسة المدنية من جامعة عبد المالك السعدي بطنجة.

## الجوائز
فازت روايته «ساعة الصفر 00:00» بجائزة المغرب للكتاب (ضمن صنف السرد) سنة 2018. كما وصلت روايته «الملف 42» للقائمة القصيرة للجائزة العالمية للرواية العربية. 

## قائمة أعماله
روايات
- 2015: خلف جدار العشق، عن دار نوفا بلس بالكويت [3]
- 2017: ساعة الصفر 00:00، عن المركز الثقافي العربي ببيروت [4]
- 2020: الملف 42، عن المركز الثقافي العربي [5]
- 2025: في متاهات الأستاذ ف.ن. عن المركز الثقافي العربي

ترجمات
- 2018: فتاة الرحلة 5403، للكاتب الفرنسي ميشيل بوسي، عن المركز الثقافي العربي [6]
- 2019: لن ننسى أبدا، للكاتب الفرنسي ميشيل بوسي، عن المركز الثقافي العربي [7]
- 2021: وأشرقت الشمس من جديد للسجين الأمريكي السابق أنتوني راي هينتون، عن المركز الثقافي العربي.
- 2022: مناورة الملكة للكاتب الأمريكي والتر تيفيس، عن المركز الثقافي العربي.
- 2022: ساحر الكرملين للكاتب الإيطالي السويسري جيوليانو دا إمبولي، عن المركز الثقافي العربي.
- 2024: جاك وسيده، للكاتب التشيكي ميلان كونديرا، عن المركز الثقافي العربي.
- 2024: الغرب المختطف، للكاتب التشيكي ميلان كونديرا، عن المركز الثقافي العربي.